# Арденган
Арденган (фр. Hardinghen) насеље је и општина у североисточној Француској у региону Север-Па де Кале, у департману Па де Кале која припада префектури Кале.
По подацима из 2011. године у општини је живело 1143 становника, а густина насељености је износила 138,71 становника/km². Општина се простире на површини од 8,24 km². Налази се на средњој надморској висини од 70 метара (максималној 176 m, а минималној 48 m).

## Демографија
| 1962. | 1968. | 1975. | 1982. | 1990. | 1999. | 2011. |
| ----- | ----- | ----- | ----- | ----- | ----- | ----- |
| 923   | 1.089 | 1.084 | 1.056 | 1.013 | 1.008 | 1.143 |

График промене броја становника у току последњих година